# Nils Lorens Malmros

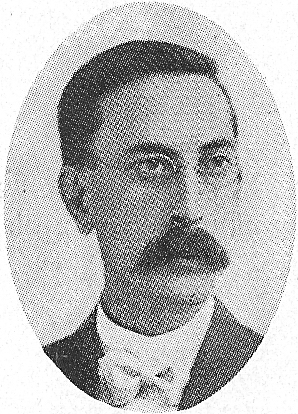
Nils Lorens Malmros

Nils Lorens Malmros, född 25 mars 1861 i Malmö, död 1932 i Lakewood, New York, var en svensk-amerikansk arkitekt. 
Malmros studerade arkitektur i Sverige och Danmark. Han emigrerade till Amerika 1880 och var verksam vid olika arkitektkontor i New York. Han anställdes senare som teknisk ledare för en av Amerikas största arkitektfirmor som specialitet byggde skyskrapor. Han var delaktig i flera stora byggprojekt bland annat United States Naval Academy i Annapolis, Maryland och Singer Building vid Broadway i New York. Han uppgjorde även ritningarna till den första brandfria mönsterhyreskasernen i New York. Han var initiativtagare till bildandet av Svenska ingenjörsföreningen i Amerika, för vilken han under en tid var ordförande. 